# Sukur
Sukur är ett kulturlandskap i staten Adamawa i Nigeria. Med sina terrassodlingar, heliga symboler och gamla bosättningar som än idag används är Sukur ett utomordentligt exempel på ett samhälle med en stark lokal kulturtradition som överlevt under århundraden. Här finns även lämningar av en forntida blomstrande järnindustri.